# Щербина Олександр Мойсейович
Олександр Мойсейович Щербина (17.02.1874 (2 березня за ст.стилем), Прилуки — 7 січня 1934) — професор філософії, тифлолог, психолог, брат математика Костянтина Щербини.

## Біографія
Народився 17 лютого 1874 року в східній частині м. Прилук (Кустівцях) (2 березня за ст.стилем) у сім'ї священика М. Н. Щербини. На третьому році життя впав у вапно і втратив зір.
1898 рік — закінчив Прилуцьку чоловічу гімназію із золотою медаллю та вступив у Київський університет. На IV курсі його студентська наукова робота «Учение Канта о вещи в себе» (1904) була удостоєна золотої медалі.
В 1905 році закінчив факультет класичної філології Київського університету з дипломом I ступеня., де читав лекції з логіки і історії етики.
1909—1918 роки -працював на посаді приват-доцента кафедри філософії Московського університету.
1918—1920 роки очолив кафедру філософії в Катеринославському (Дніпровському) університеті, де впродовж двох років викладав філософські дисципліни та давньогрецьку мову.
1920 рік — повернувся до Прилук, де взяв активну участь у створенні місцевої Педагогічної школи, перетвореної згодом на Педагогічні курси, а потім на Прилуцького педтехнікум, в якому працював упродовж 9 років.
Водночас у 1921—1923 роки був співробітником Полтавського інституту народної освіти.
У 1931 році — призначений професором на дефектологічний факультет Київського педагогічного інституту, де і пропрацював до кінця своїх днів.
Помер 7 січня 1934 року. Похований в Києві на Лук'янівському цвинтарі (ділянка № 12, ряд 2, місце 2). В Кустівцях на території колишньої садиби О. М. Щербини встановлено меморіальну дошку.

## Доробок
Перша світова війна спонукала вченого зайнятися тифлопедагогікою. Олександр Щербина виступав з доповідями та науково-популярними лекціями про нагальну потребу спільної праці і навчання зрячих людей з незрячими. Він писав, що ґрунтовне дослідження проблем психології незрячих неможливе без співставлення особливостей їхньої психіки з особливостями психіки зрячих.

### Праці автора[2]
- Учение Канта о вещи в себе. — К., 1904
- Возможна ли психология без самонаблюдения // ВФ и П. — 1908. — Кн. 94
- О допущении женщин в ун-т. — М., 1910 (2-е вид. — М., 1916)
- Значение этики в системе высшего образования // Филос. сб. Льву Михайловичу Лопатину. — М.
- 1912; Методология этики // ВФ и П. — 1913. — Кн. 121
- Передмова до кн.: Кант. Логика. — Пг., 1915
- «Слепой музыкант» Короленко как попытка зрячих проникнуть в психологию слепых, в свете собственных моих наблюдений // Георгию Ивановичу Челпанову от участников его семинариев в Киеве и Москве. 1891—1916.
- Статьи по философии и психологии. — М., 1916
- О совместном образовании слепых со зрячими // ЖМНП. — 1917. — № 1
- К чему следует стремиться при воспитании слепых // Пути воспитания дефективного ребенка. — Ростов-на-Дону, 1926
- Yeraeinsame Ausbildung Blinder und Sehender in Verbindung mit der Einführung des allgemeinen Schulzwanges // Beiträge zum Blindenbildungswesen. — Marburg, 1927. — № 6, 7
- Необходимость социального подхода при воспитании слепых // Вопросы дефектологии. — 1928. — № 4
- Blidenwohlfahrts pflege in Russland und in der Ukraine. Teil II. Handbuch der Blidenwohlfahrts pflege im Auslande-Europa und Nordamerika. — Marburg, 1930
- Wichtige Errungenschaften auf dem Yebiet des Blindenwesens in der Ukraine // Beitrüge zum Blindenbildungswesen. — Marburg, 1932. — № 5, 6